# Nicolas Poncelet
Nicolas Poncelet (19 september 1996) is een Belgisch hockeyer.

## Levensloop
Poncelet kreeg zijn opleiding bij Royal Léopold HC. In 2017 maakte hij de overstap naar KHC Dragons, waarmee hij dat seizoen landskampioen werd. Na een seizoen bij deze Brasschaatse club keerde hij terug naar Léopold. Met deze club behaalde hij in seizoen 2018-'19 de landstitel. In 2021 maakte hij de overstap naar het Nederlandse AH&BC uit Amsterdam.
Daarnaast maakt hij deel uit van zowel het Belgisch veldhockey-, als zaalhockeyteam.